# Grevillea hakeoides
Grevillea hakeoides är en tvåhjärtbladig växtart. Grevillea hakeoides ingår i släktet Grevillea och familjen Proteaceae.

## Underarter
Arten delas in i följande underarter:
- G. h. hakeoides
- G. h. stenophylla